# M Parnaíba (U-17)
O M Parnaíba (U-17) é um monitor fluvial operado pela Marinha do Brasil, construído pelo Arsenal de Marinha do Rio de Janeiro e incorporado à armada em Novembro de 1938, tendo participado da Segunda Guerra Mundial como navio de escolta. É o navio de guerra mais antigo do mundo cumprindo função militar. Seu nome homenageia o Rio Parnaíba, importante rio perene entre os estados do Maranhão e Piauí.

## Segunda Guerra Mundial
Entre 19 de abril de 1943 e 20 de dezembro de 1944, o Parnaíba ficou incorporado à Força Subordinada ao Comando Naval do Leste, sediado na cidade de Salvador na Bahia. Participou de comboios escoltando navios além de patrulhar o o porto, executou também operações antissubmarino com lançamento de bombas de profundidade. Em 1944 ficou subordinado ao Estado-Maior da Armada e em 25 de maio de 1945, com uma folha de serviços de 24 dias de mar após 3 570 milhas navegadas, o navio foi reincorporado à Flotilha de Mato Grosso, no porto de Ladário no Mato Grosso do Sul, onde permanece até os dias atuais.

## Modernização
Foi modernizado em 1998 na Base Fluvial de Ladário, recebeu na ocasião incrementos operacionais que lhe conferiram maior mobilidade e autonomia. Em sua modernização, o Parnaíba recebeu um convôo, sendo o único meio do 6º Distrito Naval (região do Pantanal) a possuir este recurso. A partir de sua modernização, o 4º Esquadrão de Helicópteros de Emprego Geral (HU-4) recebeu helicópteros IH-6B Bell Jet Ranger III em substituição aos UH-12 Helibrás Esquilo Monoturbina, por serem mais adaptados as pequenas dimensões da plataforma, em 2010 os UH-12 Esquilo voltou a ser utilizado pelo 4º Esquadrão.
Entre outras atualizações, recebeu uma nova propulsão, substituindo as caldeiras a vapor por motores a diesel. Isto aumentou consideravelmente seu raio de ação e autonomia. Nos sistemas de combate, os canhões de quarenta milímetros Bofors L/60 foram substituídos pelos L/70.